# Mammillaria parkinsonii
Espèce
Statut de conservation UICN

 EN B1ab(iii,v) : En danger
Statut CITES
Mammillaria parkinsonii, dit yeux-de-hibou, est un cactus originaire du Mexique central (Hidalgo, jusqu'au Queretaro). Son nom est dû à John Parkinson, consul britannique au Mexique dans les années 1840 et ami d'Ehrenberg.

## Description
Cette plante se présente sous la forme d'une boule, jusqu'à 8 cm de diamètre et parfois une dizaine de cm. La division dichotomique des sommets en constitue de grands groupes avec l'âge. Il peut atteindre une hauteur de quinze centimètres.
Ses aréoles supportent jusqu'à quarante aiguillons courts et blancs au bout noir. Un aiguillon central, plus long, est dirigé vers le bas.
Ses fleurs sont de couleur crème et mesurent 1 cm de largeur, en couronne sur le sommet. Ses fruits sont rouges et mesurent environ 1 cm. Ses graines sont brunes.

## Habitat
On le trouve à l'état naturel surtout sur des rochers schisteux, dans des régions montagneuses entre 1 200 et 2 400 mètres d'altitude.

## Culture
Mammillaria parkinsonii est facile à cultiver en plein soleil. il doit hiberner au frais et au sec.

## Synonymes
Mammillaria auriareolis Tiegel (1933), Mammillaria dietrichiae Tiegel (1933), Mammillaria parkinsonii var. dietrichii (Tiegel) Backeb. (1961), Mammillaria rosensis R.T.Craig (1945), Mammillaria parkinsonii var. brevispina Remski (1954, nom. inval. ICBN-Article 36.1) et Mammillaria tiegeliana Backeb. (1961, nom. inval. ICBN-Article 37.1).